# Myobiomima longimana
Myobiomima longimana là một loài ruồi trong họ Tachinidae.